# RideLondon Classique 2022
De achtste vrouweneditie van de wielerwedstrijd RideLondon Classique, met start in Maldon en finish in Londen, werd gehouden van 27 tot en met 29 mei 2022. De wedstrijd maakt deel uit van de UCI Women's World Tour 2022. De Nederlandse Lorena Wiebes won alle etappes en het eindklassement en volgde daarmee zichzelf op.
In 2013 werd de eerste editie voor vrouwen verreden, een jaar nadat op hetzelfde parcours de Olympische wegwedstrijd van Londen werd verreden. In 2020 en 2021 was er vanwege de coronapandemie geen wedstrijd. De manneneditie werd in 2022 niet meer verreden.

## Deelnemende ploegen
Elf van de veertien World Tourploegen namen deel, aangevuld met negen continentale ploegen, waaronder het Nederlandse AG Insurance NXTG en het Belgisch-Ierse Illi Bikes Cycling Team.
| UCI World Tour teams                                                                                   | UCI World Tour teams                               | UCI Continental teams                                                                           | UCI Continental teams                                                 |
| --- | -------------------------------------------------- | ----------------------------------------------------------------------------------------------- | --------------------------------------------------------------------- |
| Canyon-SRAM DSM EF Education-TIBCO-SVB FDJ Nouvelle-Aquitaine Futuroscope Jumbo-Visma Liv Racing Xstra | Movistar SD Worx Trek-Segafredo UAE Team ADQ Uno-X | AG Insurance NXTG Andy Schleck-CP NVST-Immo Losch AWOL O'Shea Ceratizit-WNT Coop-Hitec Products | IBCT Le Col-Wahoo Saint Michel-Mavic-Auber 93 Valcar-Travel & Service |

## Etappe-overzicht
| etappe | datum  | start      | finish | afstand  | type       | winnaar       | klassementsleider |
| ------ | ------ | ---------- | ------ | -------- | ---------- | ------------- | ----------------- |
| 1      | 27 mei | Maldon     | Maldon | 136,5 km | Heuvelrit  | Lorena Wiebes | Lorena Wiebes     |
| 2      | 28 mei | Chelmsford | Epping | 141,7 km | Heuvelrit  | Lorena Wiebes | Lorena Wiebes     |
| 3      | 29 mei | Londen     | Londen | 85,3 km  | Vlakke rit | Lorena Wiebes | Lorena Wiebes     |

## Klassementenverloop
| Etappe       | Winnaar       | Algemeen klassement · | Puntenklassement · | Bergklassement · | Jongerenklassement · | Ploegenklassement       |
| ------------ | ------------- | --------------------- | ------------------ | ---------------- | -------------------- | ----------------------- |
| 1            | Lorena Wiebes | Lorena Wiebes         | Lorena Wiebes      | Anna Henderson   | Vittoria Guazzini    | Valcar-Travel & Service |
| 2            | Lorena Wiebes | Lorena Wiebes         | Lorena Wiebes      | Anna Henderson   | Vittoria Guazzini    | Valcar-Travel & Service |
| 3            | Lorena Wiebes | Lorena Wiebes         | Lorena Wiebes      | Anna Henderson   | Julia Borgström      | Valcar-Travel & Service |
| 0Eindstanden | 0Eindstanden  | Lorena Wiebes         | Lorena Wiebes      | Anna Henderson   | Julia Borgström      | Valcar-Travel & Service |

Mannen:
2011 · 
2012 (Olympische wegrit mannen / vrouwen) · 
2013 · 
2014 · 
2015 · 
2016 · 
2017 · 
2018 · 
2019 · 
2020 · 
2021 · 
Vrouwen: 2013 · 2014 · 2015 · 2016 · 2017 · 2018 · 2019 · 2020 · 2021 · 2022 · 2023 · 2024 · 2025
Strade Bianche ·
Ronde van Drenthe ·
Trofeo Alfredo Binda-Comune di Cittiglio ·
Brugge-De Panne ·
Gent-Wevelgem ·
Ronde van Vlaanderen ·
Amstel Gold Race ·
Parijs-Roubaix ·
Waalse Pijl ·
Luik-Bastenaken-Luik ·
Itzulia Women ·
Ronde van Burgos ·
RideLondon Classic ·
The Women's Tour · 
Giro Donne · 
Tour de France Femmes ·
Postnord Vårgårda WestSweden · 
Ronde van Scandinavië ·
GP de Plouay-Bretagne ·
Simac Ladies Tour ·
Ceratizit Challenge by La Vuelta · 
Ronde van Romandië
Afgelaste wedstrijden: Cadel Evans Great Ocean Road Race · 
Tour of Chongming Island · 
Ronde van Guangxi